# 2010년 브라질 대통령 선거
2010년 브라질 대통령 선거는 브라질의 제36대 대통령과 부통령을 뽑는 선거로, 브라질 현지 시각 기준으로 2010년 10월 3일 1차 투표가, 10월 31일 2차 투표가 치러졌다. 1차 투표가 치러진 같은 날, 연방 하원의원·상원의원 선거와 26개 주의 주지사 및 주의회의원 선거도 동시에 치러졌다. 10월 31일 2차 투표는 10월 3일 1차 투표에서 과반 득표자가 나오지 않을 경우, 1차 투표에서 1위와 2위를 한 두 후보를 대상으로 실시하게 되어 있다. 9명의 후보가 출마하여 1차 투표에서 노동자당의 지우마 호세프 후보가 46.91%로 가장 많은 표를 얻었고, 사회민주당의 조제 세하 후보가 그 뒤를 이었다. 이에 따라 이 두 후보가 2차 투표에서 다시 격돌한 결과 지우마 호세프 후보가 56.05%를 얻어 최종적으로 대통령 당선을 확정지었다. 지우마 호세프는 2011년 1월 1일 취임하였다.

## 주요 출마 후보
브라질 헌법에 따르면 대통령의 3선 출마가 금지되어 있어 노동자당 소속의 현 루이스 이나시우 룰라 다 시우바 대통령은 출마하지 않았다.
- 대통령후보 지우마 호세프(노동자당)/러닝메이트 미셰우 테메르(민주운동당)
- 대통령후보 조제 세하(브라질 사회민주당)/러닝메이트 인지우 다 코스타(민주당)
- 대통령후보 마리나 시우바(녹색당)/러닝메이트 길레르미 레아우(녹색당)

## 결과

### 1차 투표 (10월 3일)
1. 지우마 호세프(47,651,434표, 46.91%)
2. 조제 세하(33,132,283표, 32.61%)
3. 마리나 시우바(19,636,359표, 19.33%)

### 2차 투표 (10월 31일)
1. 지우마 호세프(55,752,529표, 56.05%) - 당선
2. 조제 세하(43,711,388표, 43.95%)